# Heinrich Wittich (Politiker, 1891)
Heinrich Wittich (* 23. Juni 1891 in Wehren; † 23. Februar 1956) war ein hessischer Politiker (CDU) und ehemaliger Abgeordneter des Hessischen Landtags.
Heinrich Wittich besuchte die Volkshochschule, die Lateinschule in Homberg und die Höhere Landbauschule in Weilburg und übernahm danach den väterlichen Landwirtschaftsbetrieb.
Heinrich Wittich gehörte zu den Gründern der CDU Hessen und war für seine Partei vom 15. Juli 1946 bis 30. November 1946 Mitglied der Verfassungberatenden Landesversammlung Groß-Hessen und vom 1. Dezember 1946 bis 30. November 1950 Mitglied des Hessischen Landtags.